# Praga RN
 (janvier 2024).
La mise en forme du texte ne suit pas les recommandations de Wikipédia : il faut le « wikifier ».
Les points d'amélioration suivants sont les cas les plus fréquents. Le détail des points à revoir est peut-être précisé sur la page de discussion.
- Les titres sont pré-formatés par le logiciel. Ils ne sont ni en capitales, ni en gras.
- Le texte ne doit pas être écrit en capitales (les noms de famille non plus), ni en gras, ni en italique, ni en « petit »…
- Le gras n'est utilisé que pour surligner le titre de l'article dans l'introduction, une seule fois.
- L'italique est rarement utilisé : mots en langue étrangère, titres d'œuvres, noms de bateaux, etc.
- Les citations ne sont pas en italique mais en corps de texte normal. Elles sont entourées par des guillemets français : « et ».
- Les listes à puces sont à éviter, des paragraphes rédigés étant largement préférés. Les tableaux sont à réserver à la présentation de données structurées (résultats, etc.).
- Les appels de note de bas de page (petits chiffres en exposant, introduits par l'outil «  Source ») sont à placer entre la fin de phrase et le point final[comme ça].
- Les liens internes (vers d'autres articles de Wikipédia) sont à choisir avec parcimonie. Créez des liens vers des articles approfondissant le sujet. Les termes génériques sans rapport avec le sujet sont à éviter, ainsi que les répétitions de liens vers un même terme.
- Les liens externes sont à placer uniquement dans une section « Liens externes », à la fin de l'article. Ces liens sont à choisir avec parcimonie suivant les règles définies. Si un lien sert de source à l'article, son insertion dans le texte est à faire par les notes de bas de page.
- La présentation des références doit suivre les conventions bibliographiques. Il est recommandé d'utiliser les modèles {{Ouvrage}}, {{Chapitre}}, {{Article}}, {{Lien web}} et/ou {{Bibliographie}}. Le mode d'édition visuel peut mettre en forme automatiquement les références.
- Insérer une infobox (cadre d'informations à droite) n'est pas obligatoire pour parachever la mise en page.

Pour une aide détaillée, merci de consulter Aide:Wikification.
Si vous pensez que ces points ont été résolus, vous pouvez retirer ce bandeau et améliorer la mise en forme d'un autre article.

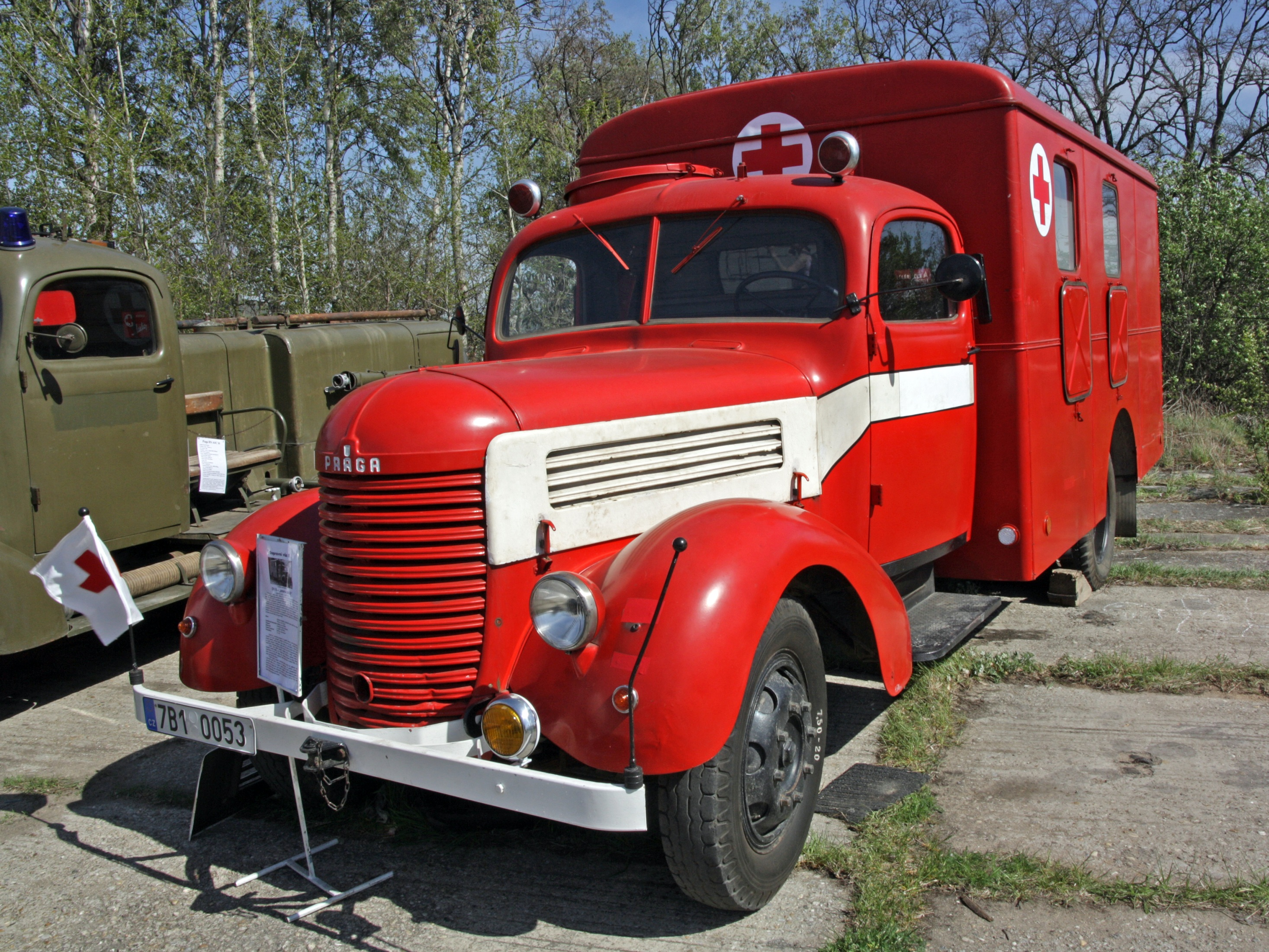
Praga RN 2ème génération

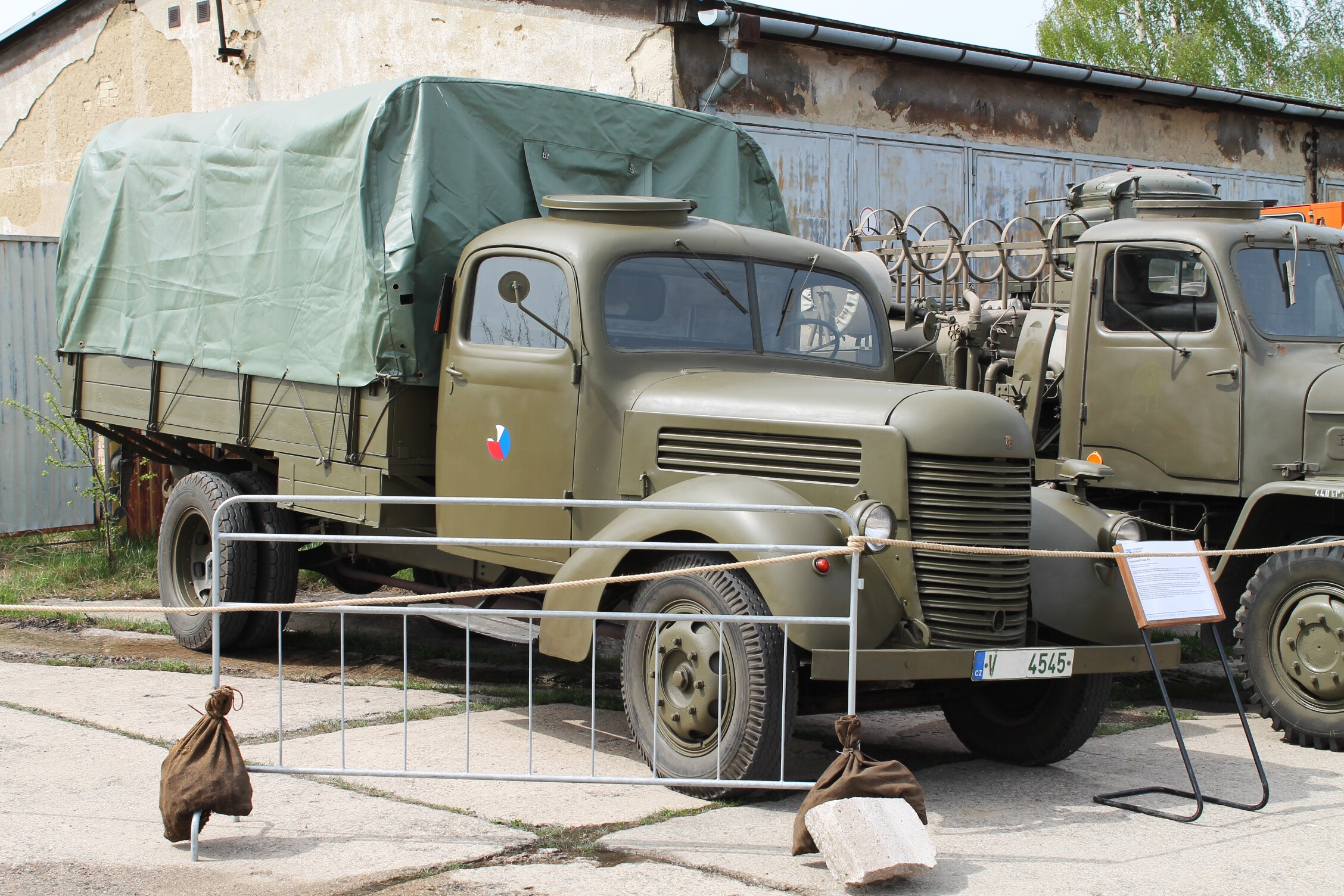
Version militaire du camion Praga RN

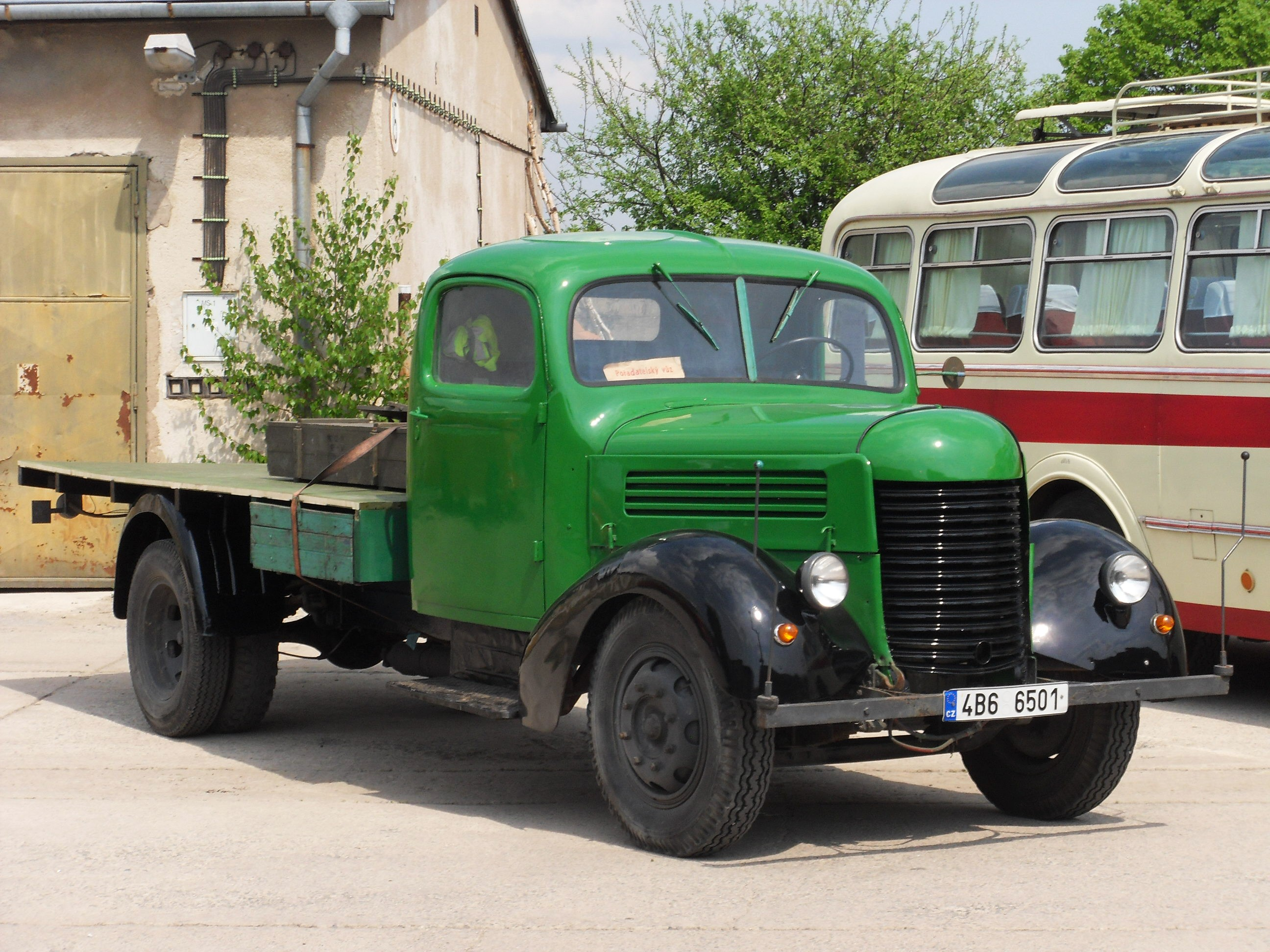
Praga RND civil 2ème génération

Le Praga RN (Rychlý Nákladní - Camion rapide) était un camion léger fabriqué en plusieurs séries et variantes par le constructeur tchécoslovaque Praga à partir de 1933. La version Praga RN-8 a été construite sous licence par le constructeur yougoslave TAM à partir de 1947, baptisée TAM Pionir.

## Histoire

### Praga RN
Le Praga RN a été développé à partir du précédent modèle Praga R avec une charge utile de 2 à 3 t, produit pendant la Première Guerre mondiale, de 1913 à 1926.
Le constructeur tchécoslovaque Praga a lancé le camion léger RN en 1933 selon la technologie de l'époque, avec des essieux avant et arrière rigides et une cabine en tôle habillant une structure en bois fixée sur un châssis métallique en échelle. La production de cette 1re série fut de 94 véhicules, dont la moitié en 1934. En 1937, Praga équipe le moteur d'un plus gros carburateur ce qui va augmenter sa puissance de 51 ch (38 kW) à plus de 67 ch (50 kW) et la charge utile passe de 2 000 kg à 2 500 kg.
Une refonte plus radicale intervient en 1938 avec la 5e série du modèle doté d'une nouvelle  cabine à la forme arrondie plus moderne, selon les critères de l'époque, et en acier. Cette cabine est restée inchangée pendant près de 20 ans.
Le modèle a été construit en 48 séries avec de nombreuses variantes pour les versions militaires et civiles, notamment comme ambulance, camion de pompiers, autobus ou camion postal.
On distingue les séries :
- Praga RN - Série 1 : charge utile de 2 tonnes, moteur 6 cylindres 3 468 cm3, 52 ch (38 kW), fabriqué en 1933 et 1934 à 96 exemplaires,
- Praga RN - Série 2 : charge utile de 2,5 t, 68 ch (50 kW), fabriqué en 1936 : 100 ex.,
- Praga RN - Séries 3-12 : charge utile de 2,5 t, 72 ch (53 kW), fabriqué de 1937 à 1943 en 2 865 ex., puis de 1945 aux années 1950 en 20 526 ex..
- Praga RND - Séries 1 à 6 : charge utile de 2,5 t, moteur diesel 4 cylindres 4 505 cm3, 50 ch (37 kW), fabriqué de 1934 à 1939 en 445 ex., puis de 1945 à 1955 en 15 821 ex..

Le meilleur rendement d'un moteur diesel et le prix très inférieur de son carburant ont conduit Praga à réaliser quatre prototypes en 1934 et 1935 équipés d'un moteur diesel à quatre cylindres baptisé RND (D pour Diesel). Une première série de 60 camions a été fabriquée en 1937. La production des deux versions essence et diesel s'est poursuivie pendant toute la Seconde Guerre mondiale, jusqu'à ce que les bombardements alliés endommagent gravement l'usine de Libeň le 25 mars 1945. Pendant la guerre, une série de camions a été équipée de moteurs à gazogènes a été construite, de marque Imbert ou Janka.
Après la guerre, la production a repris dans une nouvelle usine construite à Vysočany, un quartier du district de Prague 9, utilisant initialement le moteur à gazogène. Les véhicules ont bénéficié d'un châssis renforcé pour augmenter leur charge utile portée à 3 000 kg. La gamme s'est considérablement élargie avec une multitude de modèles différents, camions plateau, camions-citernes, véhicules poubelles, camions de pompiers et autobus.
Le dernier modèle de la 48e série du Praga RN a été produit en 1953 et le dernier Praga RND en 1955. Les versions militaires ont été remplacées par le Praga V3S.

### Praga RND
Dans les années 1930, le moteur diesel a commencé à gagner en popularité pour la motorisation des camions. Ses avantages étaient une consommation de carburant sensiblement inférieure et un coût du gasoil moins cher que l'essence. Praga a préparé une version du camion RN équipée d'un moteur diesel de sa propre conception et baptisée Praga RND. Un moteur diesel 4 cylindres en ligne avec préchambre Ricardo et système d'injection Bosch, de 4 501 cm3 développant 50 ch (37 kW) à 2 000 tr/min avec un système d'injection Bosch. Les quatre premiers prototypes ont été fabriqués en 1934 et 1935. L'année suivante, 15 autres prototypes ont été produits et, en 1937 la première série de 60 voitures a été fabriquée. À la fin de la guerre, 455 exemplaires avaient été produits en six séries.
La production d'après-guerre ne commença qu'en 1946. À partir de la 13e série, le moteur a été équipé d'une nouvelle pré-chambre Ricardo Comet III et d'un système d'injection PAL qui a permis de porter la puissance à 60 ch (44 kW) à 2 000 tr/min avec un couple de 226 N.m à 1 600 tr/min tout en réduisant la consommation. Jusqu'à la fin de la production en 1955, 16 288 exemplaires du Praga RND ont été produites en 38 séries, dont 1 630 autobus.
Il n'y avait aucune différence entre les modèles essence et diesel à l'exception du moteur.
Le type RND a été surnommé populairement Randál, déformation de l'abréviation RND, mais aussi en raison du fonctionnement plus bruyant et peu mélodieux du moteur diesel par rapport à l'essence surnommé Ereně.

### Caractéristiques mécaniques
Le modèle Praga RN (Rychlý Nákladní) était propulsé par un moteur à essence 6 cylindres en ligne à soupapes latérales de 3 468 cm3 développant 51 ch avec un couple de 186 N.m et une consommation de 25/30 litres aux 100 km.
La version diesel, Praga RND (Rychlý Nákladní Diesel - « Fret Rapide Diesel »), a été fabriquée à partir de 1934 équipée d'un moteur 4 cylindres en ligne à soupapes en tête de 4 501 cm3 développant 50 ch avec un couple de 226 N.m et une consommation de 15 l/100 km.
Les camions ont été construits pendant près de trois décennies et sont devenus l'un des moyens de transport les plus utilisés en Tchécoslovaquie. Le châssis a été utilisé pour les autobus, les camions de pompiers et pour les militaires.

### Production
La production du Praga RN a pris fin en 1953. Au total, 23 747 véhicules de toutes versions, dont environ 2 100 autobus, ont été construits.

Le dernier modèle Praga RND a été produit en 1955, 16 288 exemplaires ont été produits, dont 1 630 autobus.

Au total, 39 853 Praga RN et RND ont été produits, dont 3 730 autobus
NDR : À l'époque, la production de véhicules n'était pas continue mais se déroulait par lots. Un plan de production était établi pour chaque série, déterminant l'approvisionnement en matériaux et le calendrier de fabrication. La série de production dans une usine automobile comme Praga pouvait aller d'une dizaines à plusieurs centaines d'exemplaires. Les véhicules des différentes séries pouvaient différer fortement entre elles.
En 1938, une licence pour la production du Praga RN a été vendue à la Yougoslavie. La production sous licence par le constructeur yougoslave TAM a débuté en 1947 et s'est poursuivie jusqu'en 1962. 18 300 exemplaires du Praga RN, baptisés TAM Pionir, ont été construits sous licence dans l'usine de Maribor en (ex) Yougoslavie, aujourd'hui en Slovénie.

### Praga RN/RND variantes

#### Plateau
La version plateau-cabine était la plus répandue. Le plateau est entièrement en bois avec une structure en hêtre, le plancher et les ridelles de 50 cm de hauteur en planches d'épicéa.

#### Plateau spécial
Cette version désignait le modèle adapté aux exigences de l'armée tchécoslovaque comprenant :
- un châssis renforcé, équipé d'un dispositif de remorquage à l'arrière,
- les ridelles de 87 cm de hauteur équipées de banquettes rabattables pour 24 personnes,
- 4 arches en acier pour supporter la toile de couverture,
- trappe sur le côté droit du toit de la cabine pour le commandant de bord,
- dossier des sièges rabattable,
- présence de deux lits d'urgence.

Le camion peut remorquer des canons antichar de 57 mm et 76 mm. En 1953, l'armée tchécoslovaque disposait de 4 274 camions à plateau spécial. Ces camions légers ont été retirés du service dès 1958-1960 et remplacés par les Praga V3S.

#### Camion benne
Benne entièrement métallique avec un angle d'inclinaison limité à 30°.

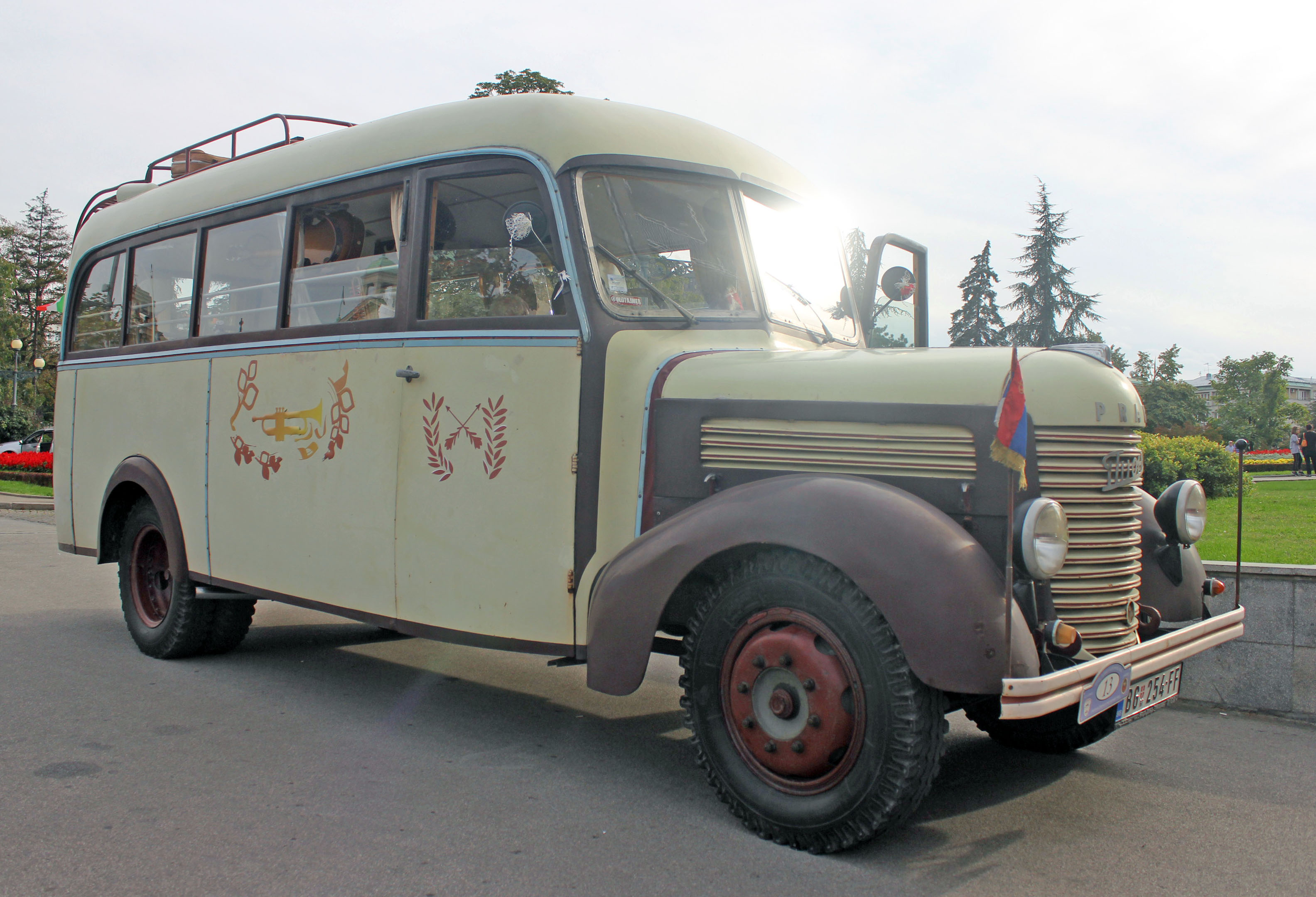
Praga RN Autobus

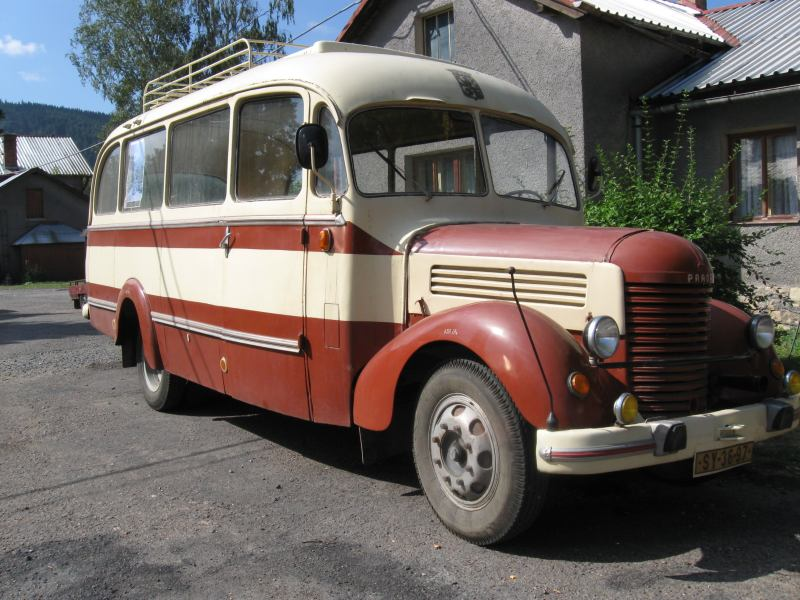
Praga RN Autobus

#### Autobus
Les carrosseries entièrement métalliques des autobus ont été construites sur les châssis des camions RN et RND. Le châssis des autobus diffère uniquement de celui des camions par l'emplacement du réservoir de carburant sous le châssis derrière l'essieu arrière. Les modèles destinés au transport urbain et de courte distance sont équipés de banquettes longitudinales, situées le long des parois latérales et arrière offrant 18 places assises et 22 places debout. Les modèles destinés aux trajets de lignes sont équipés de banquettes transversales offrant 22 places assises et 12 debout.
Le véhicule est équipé d'une seule porte claquante à l'avant côté droit. L'habitacle est équipé d'un chauffage non réglable fixé sur la paroi latérale sous la banquette, récupérant les calories des gaz d'échappement. La ventilation est assurée par la partie avant coulissante du toit, ainsi que par des volets d'aération latéraux et 3 vitres latérales (2 à gauche et 1 à droite) descendantes.
Environ 300 bus ont été produits jusqu'en 1945 et 3 400 exemplaires supplémentaires jusqu'en 1955, près de 2 100 exemplaires sur le châssis RN et plus de 1 600 sur le RND.

#### Camion de pompiers
Plusieurs types différents de véhicules de lutte contre l'incendie ont été créés sur le châssis Praga RN. Tous les camions de pompiers recevaient une peinture vert brunâtre (kaki) d'usine.

#### Autres variantes
Plusieurs autres variantes d'équipement ont été réalisées sur le châssis des Praga RN & RND allongé à usage civil et militaire, souvent réalisées par de petits ateliers de carrosserie : des fourgons, des véhicules municipaux et des ambulances civiles et militaires ou, en modifiant la structure des autobus, des boutiques et bibliothèques mobiles, des cabinets dentaires, des véhicules postaux et de télécommunications, etc.

## TAM Pionir
Le TAM Pionir est la version yougoslave du Praga RN, seconde génération, 8e série, en version civile et militaire.

### Contexte historique
Au milieu des années 1930, la Yougoslavie qui était alors un Royaume, lance un important programme d'achat d'équipements et d'armes auprès de la Tchécoslovaquie afin de moderniser ses forces armées. À la suite de l'invasion du pays par l'armée allemande en avril 1941, cet accord n'a été que partiellement respecté. Lors de la 18e session du Conseil de défense de la Terre, le 31 décembre 1937, pour satisfaire la demande de la défense, il avait été décidé de se doter d'une production nationale de camions, c'est-à-dire de créer une industrie automobile en Yougoslavie. Un appel d'offres a été lancé en 1938 pour choisir le camion qui serait fabriqué sous licence. C'est le Praga RN qui a été retenu. Le contrat stipulait la livraison d'environ 800 exemplaires complets finis, la fourniture d'une quantité de véhicules à assembler localement en CKD et une licence globale pour fabriquer le modèle par un constructeur local à désigner.
L'assemblage de la première livraison en CKD a été confiée à l'entreprise serbe "Industrije Motora - Aksionarsko Društvo" (IMAD) de Rakovica, près de Belgrade, qui produisait des moteurs d'avion. Auparavant, en 1936, l'État avait acheté la majorité des actions aux propriétaires fonciers et aux industriels, les frères Dunđerski. Un nouvel atelier a été construit à cet effet, inauguré le 24 octobre 1940, avec une capacité de production de 3 000 camions par an. La licence portait sur la version RN-8 du camion Praga RN, équipé d'un moteur à essence 6 cylindres en ligne, refroidi par eau, développant 70 chevaux.
À partir de 1940, la production complète sous licence du camion a commencé chez IMAD renommé IMR. Cela ne dura pas longtemps avec l'invasion de la Yougoslavie par les troupes nazies, en avril 1941, qui arrêtèrent la production jusqu'à la fin de la guerre
Selon le plan d'origine, les éléments importés devraient être progressivement remplacés par des éléments de production nationale. La société Jasenice a.d. a fourni les éléments de carrosserie. Les 150 premiers camions ont été assemblés dans le bâtiment des moteurs d'avion puis, la l'assemblage a été transféré dans le nouvel atelier jusqu'au 6 avril 1941. Au même moment, en 1940, 250 camions de marque Chevrolet, équipés d'un moteur essence, ont été assemblés chez VTZ à Kragujevac. Après la libération de Belgrade, en novembre 1944, l'usine IMAD est dirigée par l'Armée rouge et reprend la production de moteurs automobiles et de pièces de rechange pour les constructeurs soviétiques ZIS et GAZ, mais révise également les moteurs d'avions M-105 et AM-38. Après la guerre, la nouvelle direction de l'usine reprend contact avec la société tchécoslovaque Praga, pour obtenir la licence de fabrication du camion Praga RN-13 de 3,5 tonnes sous le nom de Pionir. Un premier prototype a été construit le 20 octobre 1946 et 5 autres en été 1947.
En 1947, 122 exemplaires ont été produits, 318 en 1949 et 422 en 1950, dernière année de fabrication chez IMR avant le transfert de toute la production de camions vers l'usine TAM de Maribor.